# 斯特雷爾恰市鎮
42°30′12″N 24°19′19″E / 42.503265°N 24.321895°E

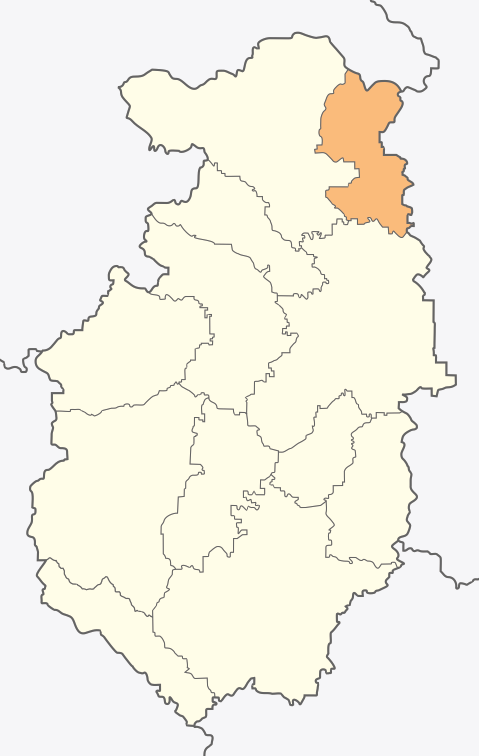

斯特雷爾恰市，是保加利亞的城鎮，位於該國西南部，由帕扎爾吉克州負責管轄，首府設於斯特雷爾恰，面積224.46平方公里，2005年人口5,701，人口密度每平方公里25.4人。